# Pirop
El pirop és un mineral del grup dels granats, per tant un nesosilicat. És l'únic membre d'aquest grup que sempre presenta una coloració vermella a la mostres naturals, i és a partir d'aquesta característica que obté el seu nom: del grec πυρωπός, «ulls de foc».

## Característiques
El pirop és un mineral de fórmula Mg₃Al₂(SiO₄)₃, que pertany al grup dels granats. És de color vermell sang, encara que algunes varietats poden tenir un color més fosc. Cristal·litza en el sistema cúbic, sent el seu hàbit típicament dodecaèdric ròmbic, a vegades trapezoèdric. La seva ratlla és blanca i la seva duresa és de 7,5 a l'escala de Mohs. Forma fins a tres sèries de solució sòlida amb l'almandina, la knorringita i la grossulària. És un mineral dimorf de la jeffbenita. És molt apreciat en joieria, ja que es considera gemma.

## Formació i jaciments
El pirop es troba com a mineral accessori en certes roques ultrabàsiques i en roques metamòrfiques riques en magnesi. N'hi ha jaciments a Alemanya, Sud-àfrica, Austràlia i Sri Lanka. La seva localitat tipus es troba a la República Txeca, on va ser descoberta l'any 1803.

## Varietats
- Pirop cròmic, una varietat que conté crom, amb fórmula Mg₃(Al,Cr)₂(SiO₄)₃.[3]
- Pirop titànic, una varietat que conté titani, associada a la kimberlita.[4]
- Rhodolita, una varietat de color rosat. L'ús actual del nom s'ha estès a qualsevol granat de color rosa a la sèrie almandina-pirop amb la majoria de les ocurrències en el camp de composició almandina.[5]
- Umbalita, una varietat de color rosa clar originàriament descrita al riu Umba, Tanzània, l'any 1978.[6]